# My Last Breath
"My Last Breath" er en sang af James Newman, der repræsenterer Storbritannien i Eurovision Song Contest 2020 i Rotterdam.